# Zemská silnice B57
Zemská silnice Güssinger Straße B57 je silnice v Rakousku. Začíná ve spolkové zemi Burgenland na jihozápadním okraji okresního města Oberwart, odbočením ze silnice Burgenland Straße B 50 směrem na jih. Dále prochází okresním městem Güssing. Tady se k B57 připojuje silnice Geschriebenstein Straße B56. B57 pokračuje k Jennersdorfu. U tohoto města přejde do spolkové země Štýrsko. Zde v okrese Jihovýchodní Štýrsko projde městem Fehring a pak skončí na východním okraji okresního města Feldbach napojením na silnici Gleichenberger Straße B66. Silnice B57 dostala své jméno podle města Güssing, jímž prochází. Délka silnice je zhruba 80 km.

## Popis
| km   | Místo                       | Popis                                                               | m n. m. |
| ---- | --------------------------- | ------------------------------------------------------------------- | ------- |
| 0    | Oberwart                    | silnice B57 začíná odbočkou ze silnice Burgenland Straße B50 na jih | 320     |
| 3    | Kemeten                     | průjezd obcí                                                        | 300     |
| 4    |                             | most přes řeku Strem                                                | 295     |
| 7,8  | Litzelsdorf                 | průjezd obcí                                                        | 272     |
| 10,5 | Ollersdorf im Burgenland    | průjezd obcí                                                        | 265     |
| 13,5 | Stegersbach                 | průjezd a odbočka na B57a                                           | 258     |
| 15,7 | Bocksdorf                   | průjezd po okraji obce                                              | 258     |
| 20,5 | Rauchwart                   | průjezd obcí                                                        | 234     |
| 23,5 | Sankt Michael im Burgenland | průjezd obcí při západním okraji                                    | 235     |
| 28,5 | Tobaj                       | průjezd obcí při západním okraji                                    | 220     |
| 32   | Güssing                     | průjezd a odbočka na Geschriebenstein Straße B56                    | 217     |
| 32,3 | Güssing                     | most přes řeku Strem                                                | 213     |
| 39,8 | Neustift bei Güssing        | průjezd obcí                                                        | 252     |
| 44,1 | Heiligenkreuz im Lafnitztal | napojení na Gleisdorfer Straße B65                                  | 230     |
|      |                             | společná trasa B57 + B65                                            |         |
| 50   | Eltendorf                   | silnice B57 odbočuje vlevo, silnice B65 vede přímo                  | 240     |
| 52   | Königsdorf                  | průjezd při jižním okraji obce                                      | 234     |
| 53   |                             | most přes řeku Lafnitz                                              | 233     |
| 54   |                             | most přes potok Rittschein                                          | 235     |
| 62   | Jennersdorf                 | průjezd městem                                                      | 244     |
| 63   |                             | nadjezd přes žel. trať                                              | 244     |
| 64   |                             | most přes řeku Rába                                                 | 242     |
| 64,5 |                             | odbočka na silnici Doiber Straße B58                                | 245     |
| 73   | Fehring                     | průjezd při severním okraji města                                   | 262     |
| 77   | Pertlstein                  | průjezd při severním okraji obce                                    | 270     |
| 80   | Leitersdorf im Raabtal      | průjezd při sever.okraji obce                                       | 277     |
| 81   | Feldbach                    | konec B57 a nájezd na Gleichenberger Straße B66                     | 282     |

Poznámka: v tabulce uvedené kilometry a nadmořské výšky jsou přibližné.